# Slemmedalskatten
Slemmedalskatten er et depotfund fra vikingetiden i Landvik i Grimstad i Norge. Det er et af de mest berømte skattefund i landet.
Den består fire armringe, en fingerring, en medaljon og et halskors; alt i guld. Og halsringe, armringe og mønter i sølv, der vejer omkring 2,3 kg. Den var begravet ved et klippefremspring ved en sø og fundet ved et tilfælde i 1981.
Skatten er sandsynligvis gravet ned efter år 920 e.Kr. Mønterne var arabiske og engelske. Desuden var der to forgyldte beslagstykker med runeinskriptioner, som er tolket som kvindenavnet Tora og mandenavnet Torfrid.
Slemmedalskatten er udstillet på Kulturhistorisk museum i Oslo.